# Роменська фортеця
Роменська фортеця — фортеця у м. Ромни між бульваром Шевченка, Базарною площею та заплавою р. Сула. Фортеця складається з двох частин — Малого та Великого острогів.

## Історія
Перші згадки про цю фортецю були XVII ст. Під час Смоленської війни війська воєводи Шеїна спалили Великий острог, а Малий залишився цілим. Із писемних джерел відомо, що армія Московської держави, основні сили сконцентрувала на північно-західному напрямку. Саме у тих місцях перебувала важка кавалерія, артилерія та стрільці. Переважно діяли на півдні легкоозброєні піхотні підрозділи. Ця фортеця за площею мала великий посад, що у 1632 р. нараховував 1000 дворів. У цій ситуації північно-західний напрямок був найбільш вразливішим. Слабозахищений посад Роменської фортеці було захоплено і спалено загоном Шеїна. Вал та дерев'яні укріплення мали форму літери V — це збільшило захист фортеці.